# Paragomphus magnus
Paragomphus magnus là một loài chuồn chuồn ngô thuộc họ Gomphidae. Loài này có ở Kenya, Mozambique, Tanzania, và Zimbabwe. Môi trường sống tự nhiên của nó là các khu rừng đất thấp ẩm nhiệt đới hoặc cận nhiệt đới và sông.